# Schellerten
Schellerten es un municipio situado en el distrito de Hildesheim, en el estado federado de Baja Sajonia (Alemania). Tiene una población estimada, a mediados de 2024, de 7936 habitantes.
Está ubicado a poca distancia al sur de la ciudad de Hannover —la capital del estado— y al oeste de Salzgitter.